# Формула-1 — Гран-прі Туреччини 2011
Гран-прі Туреччини 2011 (офіційно 2011 Formula 1 DHL Turkish Grand Prix) — автогонка чемпіонату світу «Формули-1», яка пройшла 8 травня 2011 року на трасі Істанбул Парк в Туреччині. Це була четверта гонка сезону 2011 Формули-1.
Себастьян Феттель здобув впевнену перемогу, третю в сезоні і 13-ту в кар'єрі. Марк Веббер фінішував другим — у команди «Ред Булл» перший дубль в сезоні, у «Феррарі» — перший подіум, завдяки третьому місцю Фернандо Алонсо.

## Звіт

### Вільні заїзди

#### Перша практика
Похмуро. Дощ. Повітря +10 °C, траса +12 °C
Перша сесія розпочалася в умовах підвищеної вологості і тому на ній вперше було використано шини Pirelli для вологої погоди. У сесії брали участь резервні пілоти трьох команд — Хюлькенберг змінив Сутіла за кермом «Форс Індії», Чандхок — Ковалайнена за кермом «Лотуса», Ріккардо — Альгерсуарі за кермом «Торо Россо».
На інсталяційному колі через проблеми з машиною змушений був зупинитися Нараїн Картікеян. За сорок хвилин до кінця сесії не втримав машину від розвороту на 11-му повороті Тімо Глок, там же вилітали Шумахер і Феттель.
Найкращий час показав Фернандо Алонсо, випередивши обох пілотів команди «Мерседес» Ніко Росберга та Міхаеля Шумахера, які зайняли друге та третє місця відповідно. За 28 хвилин до кінця сесії лідер чемпіонату Себастьян Феттель спричинив появу на трасі червоних прапорів, після зіткнення з бар'єром. На виході з восьмого повороту пілот розбив машину, послизнувшись на мокрому поребрику.
Вже після закінчення сесії машину розбив Пастор Мальдонадо — венесуелець вилетів на 11-му повороті, зміг повернутися на трасу і вилетів знову, зачепивши захисний бар'єр.

#### Друга практика
Хмарно. Сухо. Повітря +14 °C, траса +21…23 °C
Друга сесія вже проходила за безхмарного неба та сухого асфальту. Себастьян Феттель залишився в боксах і пропустив сесію, оскільки ушкодження боліду виявилися занадто серйозними.
В середині сесії на восьмому повороті розвернуло «Вільямс» Пастора Мальдонадо. Згодом пілот команди «Верджин» Жером Д'Амброзіо був оштрафований на 5 позицій за ігнорування жовтих прапорів на місці аварії Мальдонадо. На шостому повороті вилетів Фернандо Алонсо — іспанець повернувся на трасу, але зупинив машину перед в'їздом на піт-лейн, і маршалам довелося штовхати її до лінії, за якою дозволена робота механіків. За 12 хвилин до кінця сесії Мальдонадо знову потрапив в аварію — цього разу машина зачепила захисний бар'єр.
Протокол другої практики очолив Дженсон Баттон, який проїхав коло за 1:26.456 — лише на дві десятих гірше торішнього поула.

#### Третя практика
Сонячно. Сухо. Повітря +15…16 °C, траса +28…+32 °C
Суботня третя практика проходила за сприятливої погоди, при безхмарному небі повітря прогрілося до +15 °C, асфальт до +30 °C.
Після п'ятничної аварії Себастьяна Феттеля механіки «Ред Булл» відновили машину і лідер чемпіонату, який пропустив другу сесію вільних заїздів, зміг виїхати на трасу.
Через двадцять хвилин після початку сесії в четвертому повороті розвернуло «Торо Россо» Хайме Альгерсуарі — іспанцеві довелося покинути машину. Ніко Росберг утримав машину після вильоту, уникнувши контакту з бар'єром. У Рубенса Барікелло і Фернандо Алонсо виникли механічні проблеми.
Перші чотири місця сесії зайняли пілоти команд  «Ред Булл» та «Мерседес». Протокол очолив Феттель, випередивши Міхаеля Шумахера лише на 0.001 секунди.

### Кваліфікація
Сонячно. Сухо. Повітря +18 °C, траса +36 °C
Кваліфікаційна сесія почалася з проблем з паливною системою у Камуї Кобаясі на його першому швидкому колі. Автомобіль японця втратив швидкість, «Заубер» закотили в бокси, і Камуї вже не повернувся на трасу, але в кінцевому підсумку стюарди гонки вирішили дозволити йому взяти участь у гонці. Протокол очолив Феліпе Масса, який проїхав другу спробу на м'якій гумі — 1:27.013. Всі гонщики потрапили в 107%, з подальшої боротьби вибув Кобаясі і пілоти трьох нових команд, найкращим з яких виявився Ковалайнен.
Друга сесія пройшла без пригод. Феттель очолив протокол — 1:25.610, тільки йому і Росбергу вдалося проїхати коло швидше 1:26. З подальшої боротьби вибули Барікелло, Сутіл, ді Реста, Мальдонадо, Перес, Буемі і Альгерсуарі.
У фінальній сесії Феттель проїхав першу спробу, очолив протокол і покинув машину — 1:25.049. Суперники виїхали на другу спробу, але результат Себастьяна ніхто поліпшити не зміг — німець завоював четвертий поул у сезоні і 19-й в кар'єрі. Феліпе Масса не проїхав швидкого кола — бразилець виїхав на трасу, але повернувся в бокси. Другий результат показав напарник Феттеля по команді Марк Веббер. Росберг фінішував третім, обійшовши Льюїса Гамільтона під час свого останнього заїзду.

### Перегони
Сонячно. Сухо. Повітря +16…17 °C, траса +31 °C
Перший ряд стартового поля в Туреччині зайняли гонщики «Ред Булл». Себастьян Феттель здобув четвертий поул у четвертому Гран-прі, а Марк Веббер цього разу зміг уникнути проблем, підтвердивши переваги RB7. Серйозного прогресу домоглися в команді «Мерседес» — Ніко Росберг стартував третім.
На старті гонки Феттель зберіг перше місце, Росберг обігнав Веббера, Гамільтон втратив дві позиції, а Шумахер випередив Петрова. Міхаель і Віталій продовжили боротьбу, машини торкнулися — Шумахер пошкодив носовий обтічник і звернув у бокси, а Петров втратив кілька позицій і пропустив Массу. Феттель швидко відривався від Росберга, до п'ятого кола відрив між ними вже становив 4,4 секунди.
На п'ятому колі Веббер обігнав Росберга у боротьбі за друге місце, на шостому Гамільтон випередив Баттона, колом пізніше Дженсон відігрався. Алонсо випередив Росберга у боротьбі за третє місце. На дев'ятому колі Масса обігнав Гамільтона, обидва гонщики звернули в бокси, але Люїс виїхав першим. Починаючи з 11 кола пішла перша серія піт-стопів.
Шумахер і Сутіл допустили контакт, Міхаель звернув у бокси. Ситуація стабілізувалася, перша трійка відривалася від суперників, але активна боротьба тривала по всьому пелотону — керований елемент заднього антикрила виявився дуже ефективним на турецькій трасі.
На 20-му колі Петров першим з десятки вирушив на другий піт-стоп, на 21-м у бокси заїхали Гамільтон і Веббер, на 23-му — Росберг і Гайдфельд, на 24-му — Алонсо, Масса, Буемі і Кобаясі, на 26-му — Феттель і Сутіл, на 27-му — Баттон. Перша десятка після другого піт-стопу: Феттель, Веббер, Алонсо, Гамільтон, Петров, Масса, Баттон, Росберг, Гайдфельд, Шумахер.
На 30-му колі Алонсо обігнав Веббера в боротьбі за друге місце. На 35-му колі Петров, Масса і Гамільтон заїхали на піт-стоп, при обслуговуванні машини Льюїса виникли проблеми з кріпленням переднього правого колеса, в результаті гонщик втратив декілька секунд. Після серії третіх піт-стопів перша десятка гонщиків виглядала наступним чином: Феттель, Алонсо, Веббер, Гамільтон, Росберг, Баттон, Петров, Гайдфельд, Масса, Шумахер.
Мальдонадо було покарано стюардами штрафним проїздом за перевищення швидкості на піт-лейн. ді Реста зупинив машину на трасі. На 45-му колі Росберг провів четвертий піт-стоп, за ним послідувала серія інших піт-стопів. У Масси виникли проблеми з кріпленням заднього правого колеса. Шинники вважали, що чотирьох зупинок не знадобиться, але багато вибрали саме таку стратегію.
На 50-му колі Гамільтон випередив Баттона в боротьбі за четверте місце, оскільки у Люїса був свіжий комплект гуми, а Дженсон проводив гонку з трьома піт-стопами. На 51-му Гайдфельд випередив Петрова в боротьбі за восьме, на 52-м Веббер обігнав Алонсо в боротьбі за друге, на 55-му — Росберг пройшов Баттона в боротьбі за п'яте, на останньому Петров випередив Буемі в боротьбі за восьме місце.
По закінченню гонки Себастьян Феттель здобув впевнену перемогу, третю в сезоні і 13-ту в кар'єрі. Марк Веббер фінішував другим — у команди «Ред Булл» перший дубль в сезоні, у «Феррарі» — перший подіум, завдяки третьому місцю Фернандо Алонсо.

## Класифікація

### Вільні заїзди
| Сесія | № | Лідер             | Конструктор      | Ш | Час      | Погода        | Повітря °C | Траса °C |
| ----- | - | ----------------- | ---------------- | - | -------- | ------------- | ---------- | -------- |
| 1     | 5 | Фернандо Алонсо   | Ferrari          | P | 1:38,670 | Хмарно, дощ   | +10        | +13      |
| 2     | 4 | Дженсон Баттон    | McLaren-Mercedes | P | 1:26,456 | Хмарно, сухо  | +14        | +21…23   |
| 3     | 1 | Себастьян Феттель | Red Bull-Renault | P | 1:26,037 | Сонячно, сухо | +15…16     | +28…32   |

### Кваліфікація
| Поз            | №  | Пілот             | Констркутор          | Частина 1 | Частина 2 | Частина 3 | Старт |
| -------------- | -- | ----------------- | -------------------- | --------- | --------- | --------- | ----- |
| 1              | 1  | Себастьян Феттель | Red Bull-Renault     | 1:27.039  | 1:25.610  | 1:25.049  | 1     |
| 2              | 2  | Марк Веббер       | Red Bull-Renault     | 1:27.090  | 1:26.075  | 1:25.454  | 2     |
| 3              | 8  | Ніко Росберг      | Mercedes             | 1:27.514  | 1:25.801  | 1:25.574  | 3     |
| 4              | 3  | Льюїс Гамільтон   | McLaren-Mercedes     | 1:27.091  | 1:26.066  | 1:25.595  | 4     |
| 5              | 5  | Фернандо Алонсо   | Ferrari              | 1:27.349  | 1:26.152  | 1:25.851  | 5     |
| 6              | 4  | Дженсон Баттон    | McLaren-Mercedes     | 1:27.374  | 1:26.485  | 1:25.982  | 6     |
| 7              | 10 | Віталій Петров    | Renault              | 1:27.475  | 1:26.654  | 1:26.296  | 7     |
| 8              | 7  | Міхаель Шумахер   | Mercedes             | 1:27.697  | 1:26.121  | 1:26.646  | 8     |
| 9              | 9  | Нік Гайдфельд     | Renault              | 1:27.901  | 1:26.740  | 1:26.659  | 9     |
| 10             | 6  | Феліпе Масса      | Ferrari              | 1:27.013  | 1:26.395  | без часу  | 10    |
| 11             | 11 | Рубенс Барікелло  | Williams-Cosworth    | 1:28.246  | 1:26.764  |           | 11    |
| 12             | 14 | Адріан Сутіл      | Force India-Mercedes | 1:27.392  | 1:27.027  |           | 12    |
| 13             | 15 | Пол ді Реста      | Force India-Mercedes | 1:27.625  | 1:27.145  |           | 13    |
| 14             | 12 | Пастор Мальдонадо | Williams-Cosworth    | 1:27.396  | 1:27.236  |           | 14    |
| 15             | 17 | Серхіо Перес      | Sauber-Ferrari       | 1:27.778  | 1:27.244  |           | 15    |
| 16             | 18 | Себастьєн Буемі   | Toro Rosso-Ferrari   | 1:27.620  | 1:27.255  |           | 16    |
| 17             | 19 | Хайме Альгерсуарі | Toro Rosso-Ferrari   | 1:28.055  | 1:27.572  |           | 17    |
| 18             | 20 | Хейкі Ковалайнен  | Lotus-Renault        | 1:28.780  |           |           | 18    |
| 19             | 21 | Ярно Труллі       | Lotus-Renault        | 1:29.673  |           |           | 19    |
| 20             | 25 | Жером Д'Амброзіо  | Virgin-Cosworth      | 1:30.445  |           |           | 241   |
| 21             | 23 | Вітантоніо Ліуцці | HRT-Cosworth         | 1:30.692  |           |           | 20    |
| 22             | 24 | Тімо Глок         | Virgin-Cosworth      | 1:30.813  |           |           | 21    |
| 23             | 22 | Нараїн Картікеян  | HRT-Cosworth         | 1:31.564  |           |           | 22    |
| 107%: 1:33.103 |    |                   |                      |           |           |           |       |
| 24             | 16 | Камуї Кобаясі     | Sauber-Ferrari       | без часу2 |           |           | 23    |

Примітки:
1. ↑  — Жером Д'амброзіо був оштрафований п'ятьма позиціями за ігнорування жовтих прапорів на місці аварії Пастора Мальдонадо під час п'ятничної практики[3].
2. ↑  Камуі Кобаясі, не показав залікового результату в кваліфікації, був допущений стюардами до старту гонки з 24-ї позиції, тому що під час тренувань йому вдавалося показати досить швидкий час.

### Перегони
| Поз  | №  | Пілот             | Конструктор          | Кола | Час/Схід        | Старт | Очки |
| ---- | -- | ----------------- | -------------------- | ---- | --------------- | ----- | ---- |
| 1    | 1  | Себастьян Феттель | Red Bull-Renault     | 58   | 1:30:17.558     | 1     | 25   |
| 2    | 2  | Марк Веббер       | Red Bull-Renault     | 58   | +8.807          | 2     | 18   |
| 3    | 5  | Фернандо Алонсо   | Ferrari              | 58   | +10.075         | 5     | 15   |
| 4    | 3  | Льюїс Гамільтон   | McLaren-Mercedes     | 58   | +40.232         | 4     | 12   |
| 5    | 8  | Ніко Росберг      | Mercedes             | 58   | +47.539         | 3     | 10   |
| 6    | 4  | Дженсон Баттон    | McLaren-Mercedes     | 58   | +59.431         | 6     | 8    |
| 7    | 9  | Нік Гайдфельд     | Renault              | 58   | +1:00.857       | 9     | 6    |
| 8    | 10 | Віталій Петров    | Renault              | 58   | +1:08.168       | 7     | 4    |
| 9    | 18 | Себастьєн Буемі   | Toro Rosso-Ferrari   | 58   | +1:09.394       | 16    | 2    |
| 10   | 16 | Камуї Кобаясі     | Sauber-Ferrari       | 58   | +1:18.021       | 24    | 1    |
| 11   | 6  | Феліпе Масса      | Ferrari              | 58   | +1:19.823       | 10    |      |
| 12   | 7  | Міхаель Шумахер   | Mercedes             | 58   | +1:25.444       | 8     |      |
| 13   | 14 | Адріан Сутіл      | Force India-Mercedes | 57   | +1 коло         | 12    |      |
| 14   | 17 | Серхіо Перес      | Sauber-Ferrari       | 57   | +1 коло         | 15    |      |
| 15   | 11 | Рубенс Барікелло  | Williams-Cosworth    | 57   | +1 коло         | 11    |      |
| 16   | 19 | Хайме Альгерсуарі | Toro Rosso-Ferrari   | 57   | +1 коло         | 17    |      |
| 17   | 12 | Пастор Мальдонадо | Williams-Cosworth    | 57   | +1 коло         | 14    |      |
| 18   | 21 | Ярно Труллі       | Lotus-Renault        | 57   | +1 коло         | 19    |      |
| 19   | 20 | Хейккі Ковалайнен | Lotus-Renault        | 56   | +2 кола         | 18    |      |
| 20   | 25 | Жером Д'Амброзіо  | Virgin-Cosworth      | 56   | +2 кола         | 23    |      |
| 21   | 22 | Нараїн Картікеян  | HRT-Cosworth         | 55   | +3 кола         | 22    |      |
| 22   | 23 | Вітантоніо Ліуцці | HRT-Cosworth         | 53   | +5 кіл          | 20    |      |
| Схід | 15 | Пол ді Реста      | Force India-Mercedes | 44   |                 | 13    |      |
| НС   | 24 | Тімо Глок         | Virgin-Cosworth      | 0    | Коробка передач | 21    |      |

## Положення в чемпіонаті після Гран-прі
| Поз | Пілот             | Очки |
| --- | ----------------- | ---- |
| 1   | Себастьян Феттель | 93   |
| 2   | Льюїс Гамільтон   | 59   |
| 3   | Марк Веббер       | 55   |
| 4   | Дженсон Баттон    | 46   |
| 5   | Фернандо Алонсо   | 41   |

| Поз | Конструктор      | Очки |
| --- | ---------------- | ---- |
| 1   | Red Bull-Renault | 148  |
| 2   | McLaren-Mercedes | 105  |
| 3   | Ferrari          | 65   |
| 4   | Renault          | 42   |
| 5   | Mercedes         | 26   |

- Примітка: Тільки 5 позицій включені в обидві таблиці.